# Ньето, Карла
Карла Ньето Хели (исп. Carla Nieto Geli; род. 30 ноября 1983, Жирона) — испанская актриса, известная по роли Ирис в сериале «Ангел или демон» 2011 года.

## Фильмография
- Крепость (2022) — Паула
- Другой мир. Начало (2020) — Табата
- Si Yo Fuera Tú (2018) — Ванесса
- Duele (2017) — Mujer
- Consciencia (2017) — Елизавета
- Noctem (2017) — Клара
- Я не партизан (2017) — Беатрис
- Ты и я (2014)
- Явление (сериал, 2012—2013)
- Ангел или демон (сериал, 2011) — Iris (Ирис)
- Репортаж со свадьбы (2011) — Ребека Виньяс
- Лопе де Вега: Распутник и соблазнитель (2010) — María
- Ответчики (сериал, 2009—2010) — Обвиняемая, Патрисия Д. Бальестер (Patricia Domenech Ballester)
- Мусор (2009) — Алиса
- Синдром Улисса (сериал, 2007—2008) — Клаудия (Claudia Gaytán de Arzuaga)
- 13 роз (2007) — Pilar Gabaldón
- Jo, el desconegut (ТВ, 2007) — Ольга
- Кофе в одиночку или вместе с ними (2007) — Кармен
- El efecto Rubik (& el poder del color rojo) (2006)
- Любовь во времена переворотов (сериал, 2005) — Рамона
- Ventdelplà (сериал, 2005—2010) — Anais
- Расскажи мне (сериал, 2001—2023) — Нука
- Комиссар (сериал, 1999—2009)